# Abbottina lalinensis
Abbottina lalinensis là một loài cá vây tia thuộc chi Abbottina.